# Marie-Joëlle Rupp
 (mars 2018).
Si vous disposez d'ouvrages ou d'articles de référence ou si vous connaissez des sites web de qualité traitant du thème abordé ici, merci de compléter l'article en donnant les références utiles à sa vérifiabilité et en les liant à la section « Notes et références ».
Pour les articles homonymes, voir Rupp.
Marie-Joëlle Rupp est écrivain et journaliste indépendante.

## Biographie
Marie-Joëlle Rupp a suivi des études de lettres modernes à Paris 2, puis des études de droit sanctionnées par une maîtrise en droit du travail suivie d'un DEA en criminologie et pénologie à Paris 1 Panthéon Sorbonne.
En 1997, elle découvre l'Algérie en même temps qu'un père, l'internationaliste libertaire Serge Michel, militant anticolonialiste et compagnon de route de la révolution algérienne. Il meurt quelques mois après leur rencontre, lui léguant un pays et une histoire qu'elle n'aura dès lors de cesse de découvrir.
Elle collabore aux pages livres du Monde diplomatique (littérature subsaharienne), au Soir d'Algérie et autres médias français et étrangers. Biographe, elle s'est spécialisée dans les acteurs et témoins de l'Histoire liés à la décolonisation en Afrique et en Algérie en particulier. Tous ses personnages ont en commun un engagement humaniste et citoyen ouvert sur le monde.

## Publications
- Vinci soit-il, biographie du chanteur Claude Vinci, préface Gilles Perrault, Le Temps des cerises, 2006
- Serge Michel, un libertaire dans la décolonisation, préface Jean-Claude Carrière, éditions IbisPress, 2007. Réédité aux éditions Apic en 2012
- Vigné d'Octon, un utopiste contre les crimes de la République, préface Jean Lacouture, IbisPress, 2009 Prix Paul Vigné d'Octon de l'Académie des sciences morales et politiques 2010[1].
- Théodore Monod, Appel à témoins, préface Ambroise Monod, IbisPress, octobre 2010
- « Algérienne autoproclamée », in Algéries 50, ouvrage collectif, éditions Magellan & Cie, 2012
- « Henri Alleg, Serge Michel, regards croisés sur la presse de combat », in Défis démocratique et affirmation nationale, ouvrage collectif, ed. Chihab, 2016
- « Le retour de l'Africain blanc », édition Domens, 2023

### Articles
- « L'homme qui marchait dans sa tête, portrait d'Arezki Metref », in Littérature, Action, Paris, Algérie, Éditions Marsa, no 93-94, 2005
- « Le Kabyle qui aimait la mer », chez le même éditeur, 2006

## Filmographie
- * Une journée au soleil (documentaire), avec Arezki Metref, SaNoSi Productions, BIP TV (Berry Issoudun Première Télévision), deux versions (56 et 78 minutes)[2],[3], 2017